# Telefonvorwahl (Belgien)

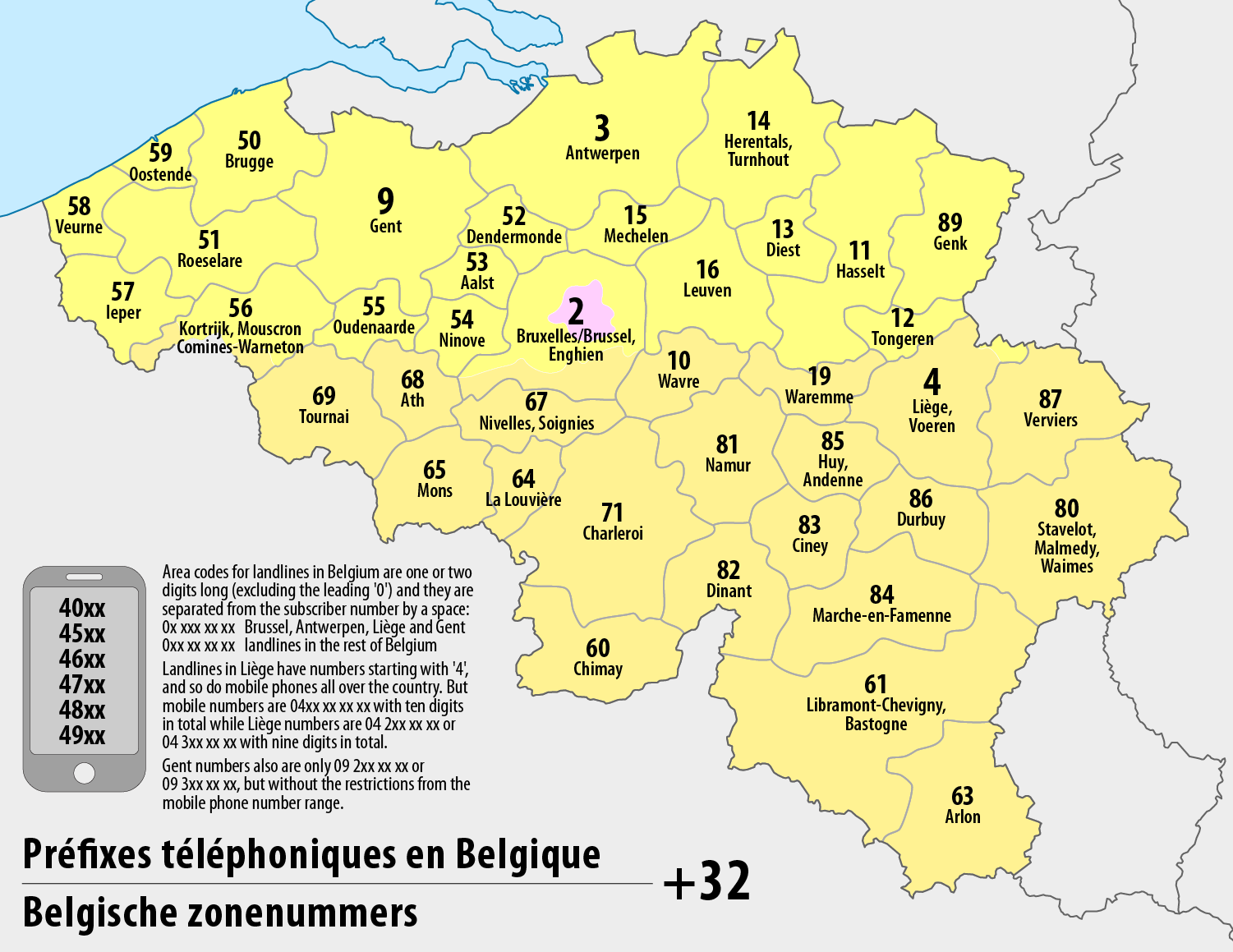
Vorwahlnummern in Belgien

Die internationale Telefonvorwahl von Belgien lautet +32.
Die Anwahl einer belgischen Telefonnummer aus dem Ausland geschieht folgendermaßen:
+32 (Ländercode der Internationalen Vorwahl) + Vorwahl (ohne führende Null) + Telefonnummer.
Die Anwahl innerhalb des Landes kann stets so erfolgen:
Vorwahl + Telefonnummer
Der Anruf von Belgien ins Ausland folgt dem Schema:
00 + Ländercode + Vorwahl (ohne führende Null) + Telefonnummer.
Die Nummer für einen Anruf von Belgien beispielsweise an eine Telefonnummer in Hamburg (040) sieht dann beispielsweise so aus:
004940123456

## Ortsvorwahlen
- 010 Wavre
- 011 Hasselt
- 012 Tongern
- 013 Diest
- 014 Herentals
- 015 Mechelen
- 016 Löwen
- 019 Waremme
- 02 Brüssel
- 03 Antwerpen
- 04 Lüttich, Voeren (nur Nummern mit 2… und 3…)
- 040x Mobiltelefonie gstar.m
- 046x Mobiltelefonie Telenet
- 047x Mobiltelefonie Proximus
- 048x Mobiltelefonie BASE
- 049x Mobiltelefonie Mobistar
- 050 Brügge
- 051 Roeselare
- 052 Dendermonde
- 053 Aalst
- 054 Ninove
- 055 Oudenaarde
- 056 Kortrijk, Komen-Waasten
- 057 Ypern
- 058 Veurne
- 059 Ostende
- 060 Chimay
- 061 Libramont-Chevigny
- 063 Arlon
- 064 La Louvière
- 065 Bergen
- 067 Nivelles
- 068 Ath
- 069 Tournai
- 071 Charleroi
- 080 Stablo
- 081 Namür
- 082 Dinant
- 083 Ciney
- 084 Marche-en-Famenne
- 085 Huy
- 086 Durbuy
- 087 Verviers
- 089 Genk
- 09 Gent (nur Nummern mit 2… und 3…)